# Etheostoma sellare
Etheostoma sellare је зракоперка из реда Perciformes и породице гргеча (Percidae).

## Распрострањење
Ареал врсте је био ограничен на једну државу. Сједињене Америчке Државе су биле једино познато природно станиште врсте.

## Станиште
Ранија станишта врсте су била слатководна подручја.

## Угроженост
Ова врста је изумрла, што значи да нису познати живи примерци.